# We (kana)

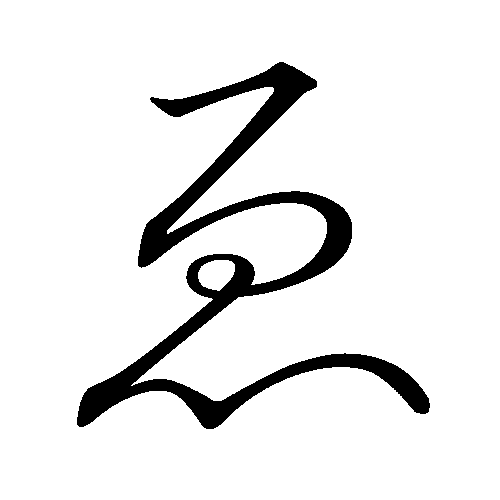
We w hiraganie

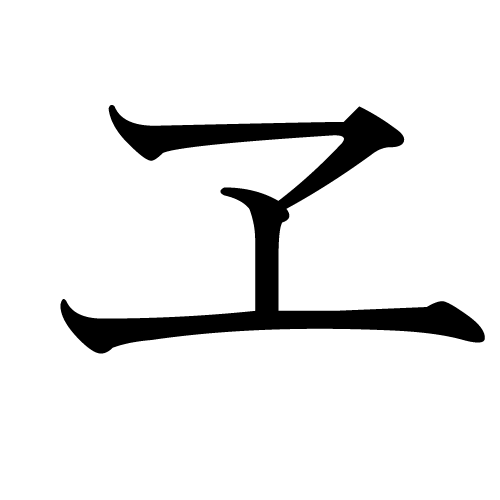
We w katakanie

We – aktualnie nieużywany (dawniej czterdziesty dziewiąty) znak japońskich sylabariuszy hiragana (ゑ) i katakana (ヱ). Reprezentuje on sylabę we (czytaną łe). Pochodzi bezpośrednio od znaku kanji 恵 (obydwie wersje). W 1946 roku po reformie języka znak ten został zastąpiony przez e z uwagi na podobną wymowę. 
Inną wersją, używaną obecnie w katakanie coraz częściej w zastępstwie oryginalnego zapisu jest znak ウェ. Mimo to znak we w wersji z katakany jest używany do zapisu nazwy marki piwa Yebisu (ヱビス), gdzie reprezentuje nieistniejący znak ye (który zwykle jest zapisywany jako イェ).